# Trachinotus botla
Trachinotus botla es una especie de peces de la familia Carangidae en el orden de los Perciformes.

## Morfología
• Los machos pueden llegar alcanzar los 75 cm de longitud total.

## Distribución geográfica
Se encuentra desde Somalia y Kenia hasta Sudáfrica, Madagascar, Sri Lanka y Australia Occidental.